# Casino de La Baule-Escoublac
Le casino de La Baule est situé face à la plage donnant sur la baie du Pouliguen. Il appartient au groupe Barrière.

## Histoire
La Baule s’est construite entre 1879 et 1914. C’est dans ce contexte qu’a été créé le premier casino de la station en 1904 à proximité de l’ancien institut marin transformé en palace. Il s’agit à l’origine d’un centre destiné aux enfants atteints de tuberculose osseuse appelé l’institut Verneuil.
Cinq ans après la Première Guerre mondiale, les touristes français et étrangers affluent à la station désireux de se détendre. Trois hommes jouent un rôle essentiel dans le développement de la station : André, Lajarrige et Pavie. 
André Pavie transforme l’établissement en hôtel de luxe, le Royal-Thalasso, et installe dans une annexe le futur casino. En plus des jeux d’argent disponibles, des concerts mais aussi des bals et représentations théâtrales y sont donnés . 
François André reprend le casino de Pavie et le transforme en 1925 en casino (architecte Georges Vachon) et fait aménager autour de l’établissement des commerces de luxe et des palaces.

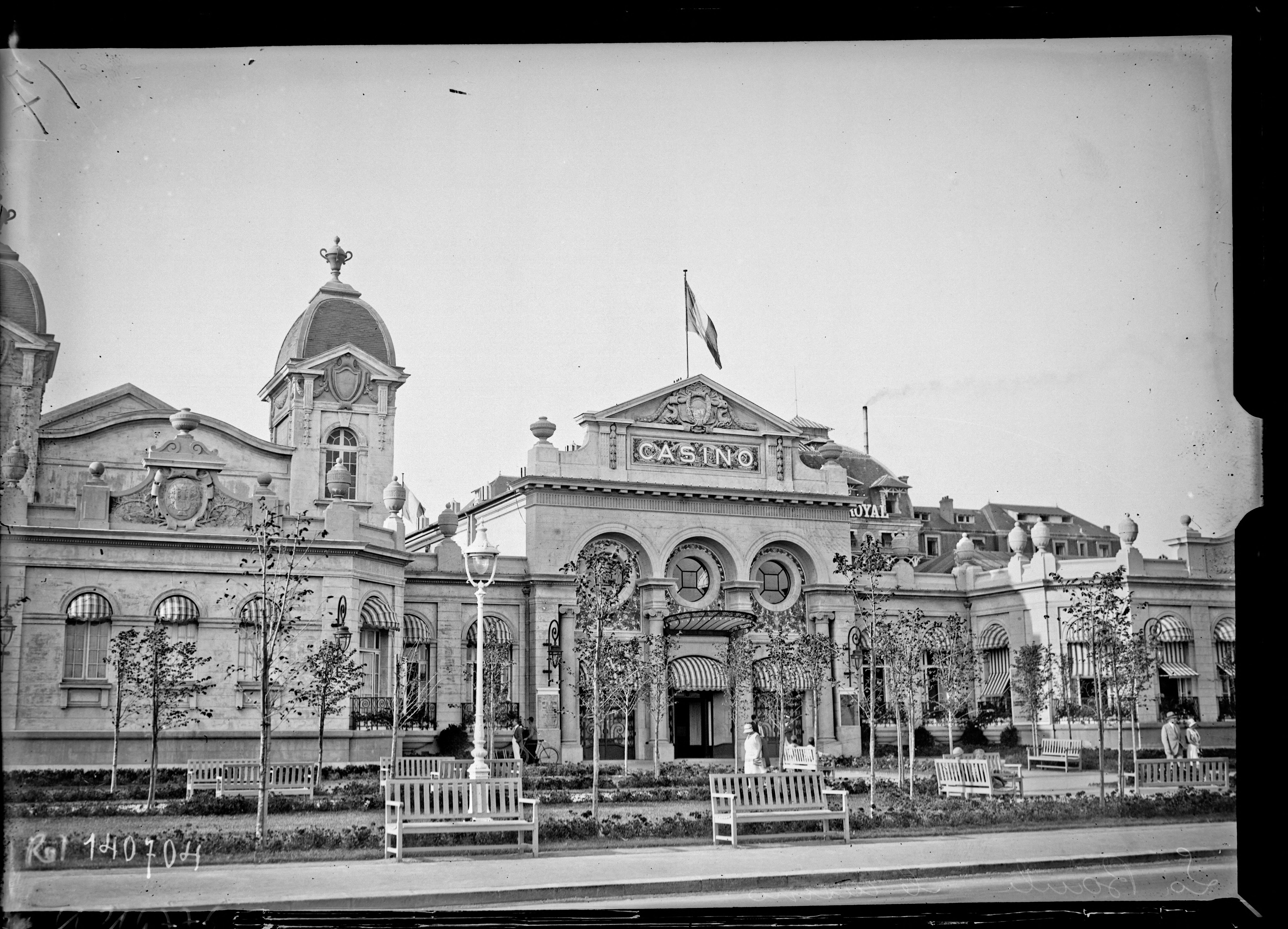
Photographie de l'ancien casino.